# بيفيرلي مارتين
بيفيرلي مارتين (بالإنجليزية: Beverley Martyn)‏ هي مغنية وكاتبة غنائية وعازفة قيثارة بريطانية، ولدت في 24 مارس 1947 في كوفنتري في المملكة المتحدة.

## وصلات خارجية
- بيفيرلي مارتين على موقع ميوزك برينز (الإنجليزية)
- بيفيرلي مارتين على موقع أول ميوزيك (الإنجليزية)
- بيفيرلي مارتين على موقع ديسكوغز (الإنجليزية)